# Amblypodia theba
Amblypodia theba är en fjärilsart som beskrevs av William Chapman Hewitson 1863. Amblypodia theba ingår i släktet Amblypodia och familjen juvelvingar. Inga underarter finns listade i Catalogue of Life.